# Der Ulenköper

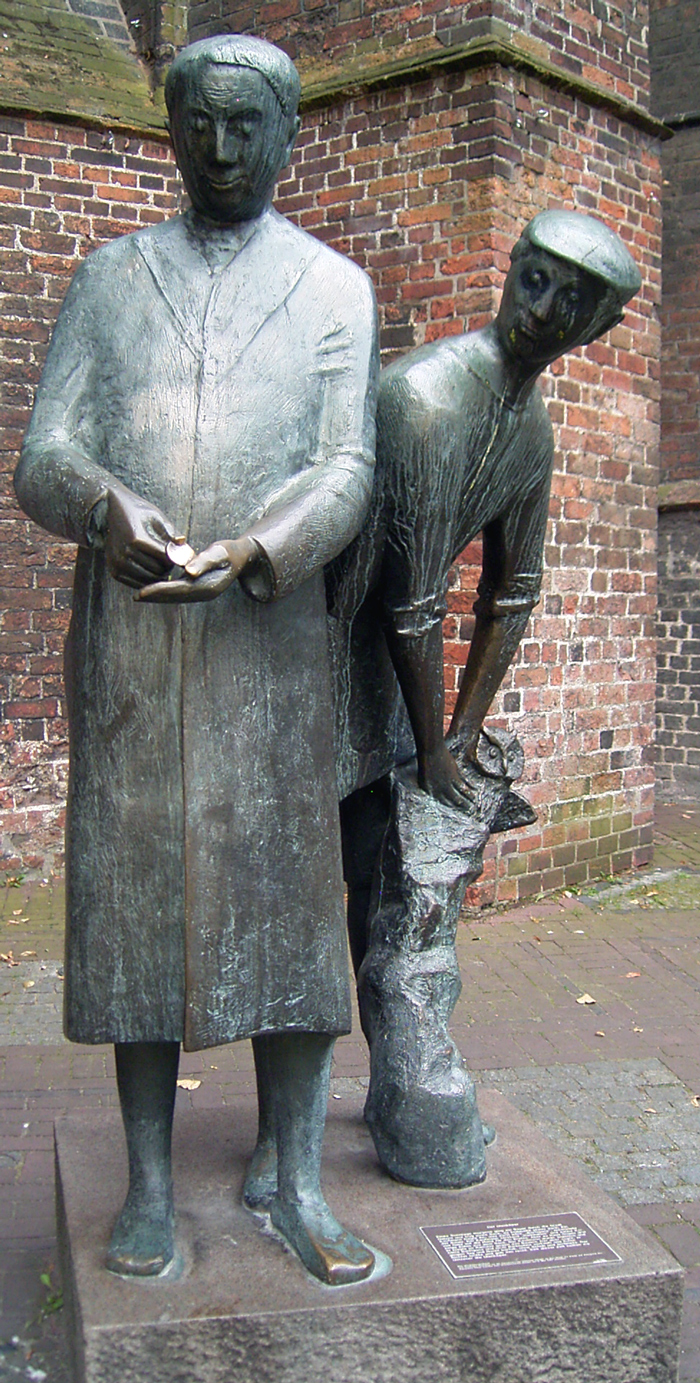
Uhlenköper-Denkmal

Der Ulenköper ist eine Bronzestatue in der Hansestadt Uelzen. Das Denkmal wurde von Karlheinz Goedtke gestaltet und ist ein Geschenk der Bürger an ihre Stadt. Es symbolisiert die mit der Stadt verbundene Ulenköpersage und wurde am 6. Mai 1967 feierlich enthüllt.

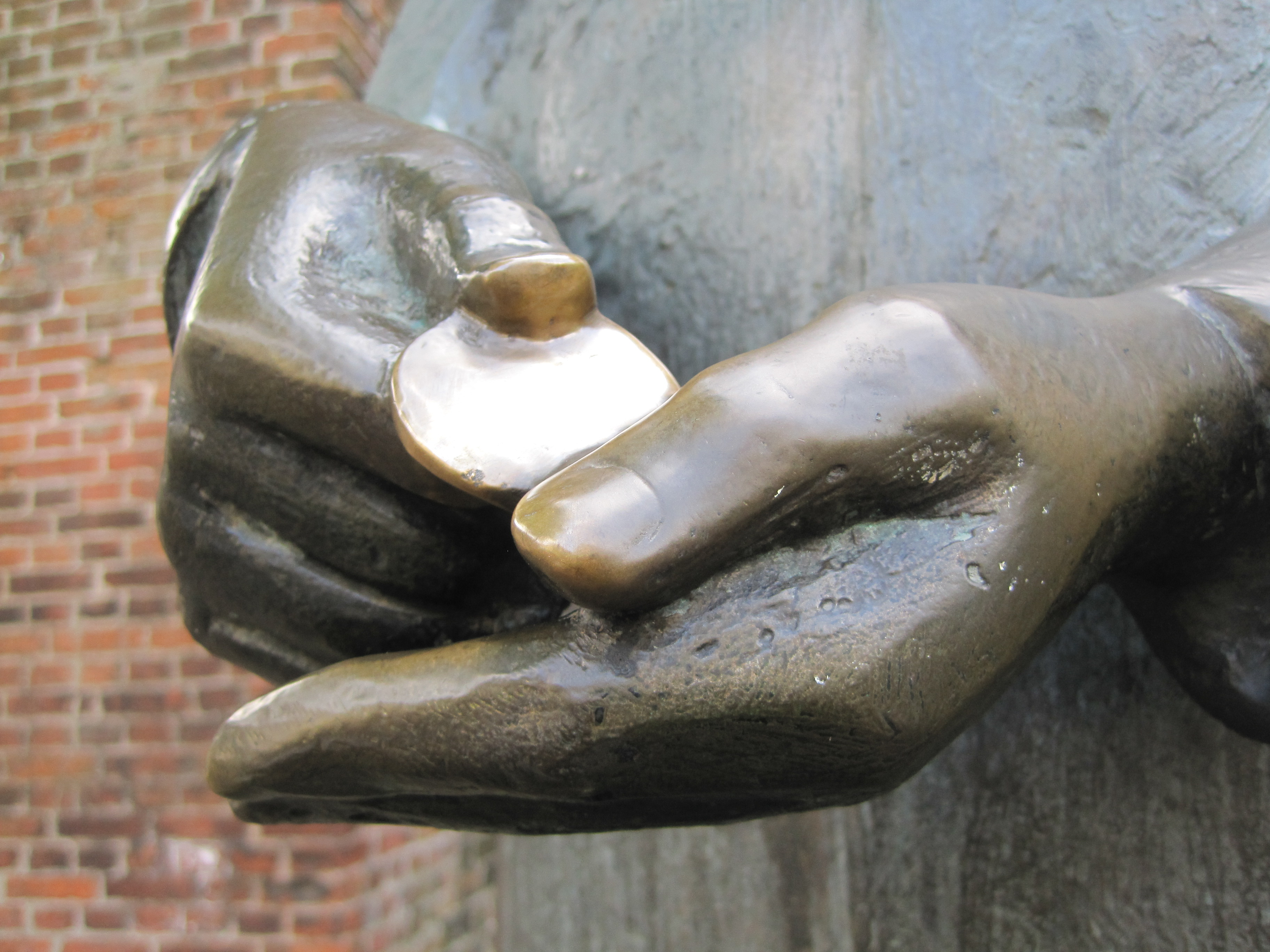
Münze (Detail)

Das Ulenköper-Denkmal entstand in den 1960er Jahren auf die Idee von Peter Cordes, einem Ratsherren und Vorsitzenden des Verkehrsvereins Uelzen. Zur Finanzierung spendeten Bürger und Betriebe der Stadt rund 37.000 DM. Es befindet sich in der Innenstadt Uelzens zwischen der St.-Marien-Kirche und dem alten Rathaus. Es ist rund 2,20 Meter hoch und besteht aus Bronze. Das Denkmal zeigt zwei männliche Personen. Die eine hält einen Sack, aus dem eine Eule hervorragt, während die andere Person das dafür erhaltene Geld zählt. Die Darstellung beruht auf einer Sage, wonach ein Uelzener Kaufmann einem Bauern vom Lande einen Sack voller Baarftgaans (Barfußgeher) abkauft, was der Kaufmann jedoch falsch als Barkhahns (Birkhähne) versteht und einen stattlichen Preis zahlt. Später merkt er seinen Irrtum und verklagt den Bauern. Dieser sagt jedoch zu seiner Verteidigung, er habe eindeutig „Baarftgaans“ verkauft und die Tatsache, dass Eulen barfuß gehen, könne man nicht abstreiten. Der Richter lachte und gab ihm Recht. Daher heißen die Uelzener bis zum heutigen Tag „Ulenköper“, also Eulenkäufer.
Ein Reiben an der Münze der Statue und gleichzeitiges Klimpern des Kleingeldes in der Hosentasche soll dafür sorgen, dass man immer genug Geld hat.